# Frénois (Wogezy)
Frénois – miejscowość i gmina we Francji, w regionie Grand Est, w departamencie Wogezy.
Według danych na rok 1990 gminę zamieszkiwało 37 osób, a gęstość zaludnienia wynosiła 7 osób/km² (wśród 2335 gmin Lotaryngii Frénois plasuje się na 1008. miejscu pod względem liczby ludności, natomiast pod względem powierzchni na miejscu 983.).